# Холланд — Дозье — Холланд
Холланд — Дозье — Холланд (англ. Holland–Dozier–Holland) — авторское и продюсерское трио, состоявшее из Ламонта Дозье и братьев Брайана и Эдди Холландов. В 1960-е годы команда написала, аранжировала и спродюсировала множество песен, в значительной мере создавших и определивших особое мотауновское звучание.
С 1962 по 1967 год трио работало на лейбле звукозаписи Motown. Дозье и Брайан Холланд писали к песням музыку и продюсировали записи, а Эдди Холланд сочинял тексты и занимался аранжировкой вокала. После ухода оттуда они продолжали работать как команда где-то до 1974 года, хотя (из-за правовых споров c Motown) с 1969 по 1972 год не под своими именами, а под коллективным псевдонимом «Эдит Уэйн». В 1988 году трио было включено в Зал славы авторов песен, в 1990 году — в Зал славы рок-н-ролла, а в 2012 году — в Зал славы музыки соул.

## Состав
- Ламонт Дозье[англ.] (англ. Lamont Dozier; по-англ. произн. До(у)жер[4], (16 июня 1941 — 8 августа 2022))
- Брайан Холланд[англ.] (англ. Brian Holland, род. 15 февраля 1941)
- Эдди Холланд[англ.] (англ. Eddie Holland, род. 30 октября 1939)

## Дискография

### Дискография как авторов
См. статью «List of songs written by Holland, Dozier and Holland» в англ. разделе.

### Дискография как продюсеров
См. «Holland-Dozier-Holland § Production» в англ. разделе.